# Rabirius (Dichter)
Gaius (?) Rabirius war ein römischer Ependichter der augusteischen Zeit.
Von seinem Werk sind nur wenige Fragmente erhalten. Er schilderte darin die römischen Bürgerkriege, u. a. die Schlacht bei Actium und den Tod des Marcus Antonius. Rabirius’ Name wird von Ovid, Velleius Paterculus und Quintilian genannt. Während Velleius Paterculus ihn zu den größten Dichtern des Augusteischen Zeitalters neben Vergil, Tibull und Ovid zählte und auch Ovid ihn unter den wichtigeren römischen Dichtern nannte, stufte ihn Quintilian als weniger bedeutend ein. 
Das auf einem Papyrus gefundene Fragment eines Epos über die Schlacht bei Actium (carmen de bello Actiaco) ist mitunter Rabirius zugeschrieben worden, stammt aber wohl aus neronischer Zeit.